# جوجوش
جوجوش یا زیره‌جوش نوعی غذای شیرینِ حلوا مانند است که در مناطق مختلف ایران تهیه می‌شود. مواد اصلی آن معمولاً شامل آرد یا بلغور گندم، زیره، رازیانه، شکر و روغن حیوانی است.

## جوجوش در لرستان
در لرستان و ایلام، این غذا به‌عنوان خوراکی مقوی برای زنانی که تازه زایمان کرده‌اند یا برای شب زفاف یا بهبود درد قاعدگی تهیه می‌شود.